# Poniatowski (herb książęcy)
Poniatowski (Poniatowski I, Poniatowski Książę) – polski herb książęcy, odmiana herbu Ciołek. Herb własny rodziny Poniatowskich.

## Opis herbu

### Opis współczesny
Opis skonstruowany współcześnie brzmi następująco:
Na tarczy o polu srebrnym ciołek czerwony.
Całość otacza płaszcz heraldyczny, podbity gronostajem.
Płaszcz zwieńcza mitra książęca.

## Geneza

### Wersja Ostrowskiego

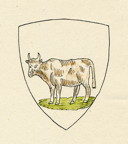
Herb Poniatowskich z Florencji

Herb rodziny z Poniatowy, z której przebywający w służbie austriackiej Andrzej Poniatowski, brat króla Stanisława Augusta Poniatowskiego, otrzymał godność księcia polskiego w 1754 roku z potwierdzeniem 5 grudnia 1762 roku w godności księcia Świętego Cesarstwa Rzymskiego w Wiedniu, następnie w Czechach, w Niższej Austrii i Styrii.
Synowie Stanisława Poniatowskiego, Karol i Józef (synowie naturalni później przyznani, z nich Józef, naturalizowany we Francji w 1855 roku), otrzymali potwierdzenie tytułu książęcego w Austrii 19 listopada 1850 roku od cesarza Franciszka Józefa I. Jednakże ich herb przybrał już inną formę wizualną (zobacz: Poniatowski III). Zostali też zaliczeni przez Magistrat Florencji do patrycjatu tamtejszego z tytułem – principi di Monte Rotondo – 20 listopada 1847 roku.

### Wersja Górzyńskiego
Herb przynależny rodzinie Poniatowskich, która po raz pierwszy uzyskała tytuł książęcy w osobie Andrzeja i jego braci (m.in. Kazimierz Poniatowski) na sejmie koronacyjnym 15 grudnia 1764. Tytuł książęcy otrzymali wówczas wszyscy bracia Stanisława Augusta, z których Andrzej był najstarszy. Tytuł przyznano Andrzejowi również w Świętym Cesarstwie Rzymskim 5 grudnia 1765 roku. Miał on być tam dziedziczony na zasadzie primogenitury, a w wypadku wygaśnięcia linii miał przechodzić na drugą najbliższą linię. Tytuł księcia Świętego Cesarstwa Rzymskiego potwierdzono następnie 19 listopada 1850 Karolowi i Józefowi Poniatowskim, synom Stanisława a wnukom Kazimierza Poniatowskiego.

## Herbowni
Informacje na temat herbownych w artykule sporządzone zostały na podstawie wiarygodnych źródeł, zwłaszcza klasycznych i współczesnych herbarzy. Należy jednak zwrócić uwagę na częste zjawisko przypisywania rodom szlacheckim niewłaściwych herbów, szczególnie nasilone w czasie legitymacji szlachectwa przed zaborczymi heroldiami, co zostało następnie utrwalone w wydawanych kolejno herbarzach. Identyczność nazwiska nie musi oznaczać przynależności do danego rodu herbowego. Przynależność taką mogą bezspornie ustalić wyłącznie badania genealogiczne.
Pełne listy herbownych nie są dziś możliwe do odtworzenia, także ze względu na zniszczenie i zaginięcie wielu akt i dokumentów w czasie II wojny światowej (m.in. w czasie powstania warszawskiego w 1944 spłonęło ponad 90% zasobu Archiwum Głównego w Warszawie, gdzie przechowywana była większość dokumentów staropolskich). Nazwisko znajdujące się w artykule pochodzi z Herbarza polskiego, Tadeusza Gajla. Występowanie danego nazwiska w artykule nie musi oznaczać, że konkretna rodzina pieczętowała się herbem Poniatowski. Często te same nazwiska są własnością wielu rodzin reprezentujących wszystkie stany dawnej Rzeczypospolitej, tj. chłopów, mieszczan, szlachtę. Herb Poniatowski jest herbem własnym, wiec do jego używania uprawniona jest zaledwie jedna rodzina: Poniatowscy.

## Odmiany
W austriackim nadaniu tytułu z 1765 roku, ciołek ma naturalistyczne barwy, tzn. jest brązowy z kopytami i rogami czarnymi.
W austriackim potwierdzeniu tytułu z 1850 roku, ciołek stoi na murawie, zaś herb jest wzbogacony o klejnot (głowa ciołka z szyją) oraz labry i hełm.
| Odmiany herbu Poniatowski |